# Last Days of Humanity
Last Days of Humanity (рус. Последние дни человечества) — известная голландская горграйнд — группа из Северного Брабанта, которая существовала с 1989 по 2006 год и возродилась в 2010 году. Музыка группы стала очень известна после выхода своих последних двух дисков: мини-альбома In Advanced Haemorrhaging Conditions и Putrefaction In Progress.
Музыка группы менялась по мере эволюции группы. Первые демо были в стиле грайндкор, но затем стиль сменился на горграйнд, а после того, как барабанщик Марк — владелец Klysma Records, а также основатель таких проектов, как Urine Festival, Fece-Vomitatie, Biocyst, взял контроль над записями, группа заиграла
экстремальную смесь горграйнда и нойзкора.
Обложки альбомов представляют собой фотографии настоящих обезображенных трупов.
Группа имеет очень дурную славу из-за того, что распадается каждые 2—3 года, а потом снова оживает.

## Участники

### Последний состав
- Вокал — Ханс Смит
- Гитара, Бас — Вас Ван Геффен
- Барабаны — Пол Ниссен

### Бывшие участники

#### Вокал
- Барт Боуманс
- Эрвин Де Гроот
- Борис Корнелиссен

#### Гитара
- Анне Ван Де Бургт
- Марк Снайдерс
- Бас Ван Геффен
- Вильям Ван Де Вен

#### Бас
- Эрвин де Вит
- Деннис Деккерс
- Мартин Ван Синтен
- Роджер Кузи

#### Барабаны
- Эмиел
- Гленн Яггерс
- Рутгер Нодж
- Марк Палмен

## Дискография
- 1992 : Last Days of Humanity (demo 1)
- 1993 : Human Atrocity (demo 2)
- 1994 : Сплит с Vulgar Degenerate)
- 1995 : Pathological Dreams (сплит с Confessions Of Obscurity)
- 1996 : Defleshed By Flies (сплит с Rakitis(Morbid Records))
- 1998 : Sounds of Rancid Juices sloshing Around Your Coffin (альбом (Bones Brigade Records))
- 1999 : Hymns of Indigestible Suppuration (альбом (Bones Brigade Records))
- 2000 : Сплит с Morgue (Evil Biker Records)
- 2001 : Choked in Anal Mange (сплит с Cock and Ball Torture (Fleshfeast Records / Unmatched Brutality))
- 2001 : 138 Minutes Body Disposal (сплит с Stoma)
- 2001 : Comeback of Goregods: Tribute to Regurgitate (компиляция (Bizarre Leprous Production))
- 2003 : Dutch Assault (сплит с Suppository, SMES and Buried (Relapse Records))
- 2004 : The XTC of Swallowing Feaces (album (Bones Brigade Records))
- 2004 : Сплит с Lymphatic Phlegm (Black Hole Productions)
- 2005 : In Advanced Haemorrhaging Conditions (альбом (Bones Brigade Records))
- 2006 : Putrefaction in Progress (альбом (Bones Brigade Records))
- 2007 : Rest In Gore 1989—2006 (Eye Of Terror Records / Bones Brigade Records))
- 2010 : Goreresurrection (компиляция (Grind Block Records))
- 2012 : Сплит с Necrocannibalistic Vomitorium (Horns & Hoofs Records))
- 2017 — Сплит с F.U.B.A.R.
- 2021 — Horrific Compositions of Decomposition (Rotten Roll Rex)

## Интернет-ссылки
- LDOH’s официальная MySpace страница
- LDOH Интервью и Информация
- Bone Brigade Records